# Hostovlice
Hostovlice település Csehországban, a Kutná Hora-i járásban. Hostovlice Skryje, Žleby, Okřesaneč, Bratčice és Horky településekkel határos. Lakosainak száma 248 fő (2024. január 1.).

## Népesség
A település lakosságának változását az alábbi diagram mutatja:
| Lakosok száma | 473  | 596  | 708  | 403  | 299  | 246  | 251  | 250  | 256  | 248  |
|               | 1869 | 1890 | 1921 | 1950 | 1980 | 2001 | 2017 | 2019 | 2022 | 2024 |